# Grande Caracas
Grande Caracas (GC) ou Região Metropolitana de Caracas (RMC) (em castelhano:  Región Metropolitana de Caracas; RMC ou Gran Caracas; GC) é uma aglomeração urbana em Caracas, no Distrito Capital na Venezuela, a partir do qual se estende com cidades satélites da mesma, como Los Teques, San Antonio de los Altos, Guarenas, Guatire, Charallave, Cúa, etc; localizadas em zonas tradicionalmente conhecidas como os Altos Mirandinos, Valles del Tuy do Estado de Miranda.
É o centro político e financeiro de Venezuela e em seu conjunto, é também seu conglomerado urbano mais importante, com uma população total aproximadamente de 5.822.491 habitantes para o ano 2006, o que representa a quinta parte total da população nacional.

## Geografia

### Divisões metropolitanas
A região de Caracas consiste em cinco distintas divisões/conurbações metropolitanas, subdividas respectivamente em cinco divisões.
| Divisões metropolitanas                   | Censo de 2011 | Área (km²) | Densidade (pop/km²) | Cidades principais                                     |
| ----------------------------------------- | ------------- | ---------- | ------------------- | ------------------------------------------------------ |
| Distrito Metropolitano de Caracas         | 3,273,863     | 777,1 km²  | 4212.9/km²          | Caracas                                                |
| Região Metropolitana de Valles del Tuy    | 754,081       | 1694 km²   | 445.14/km²          | Ocumare del Tuy, Charallave, Santa Teresa del Tuy, Cúa |
| Conurbação Guarenas-Guatire               | 473,728       | 558 km²    | 848.97/km²          | Guatire, Guarenas                                      |
| Região metropolitana dos Altos Mirandinos | 454,929       | 744 km²    | 611.46/km²          | Los Teques, San Antonio de los Altos                   |
| Conurbação de Litoral Varguense           | 341,325       | 942 km²    | 362.34/km²          | La Guaira, Maiquetía, Catia La Mar, Caraballeda        |
| Região Metropolitana de Caracas (RMC)     | 5,297,026     | 4715.1 km² | 1,223.41/km²        |                                                        |

Imagem de satélite da Região Metropolitana de Caracas à noite e suas conurbações: